# أعياد مسيحية

رسمُ بيانيّ يُظهرُ السنة الطقسيَّة في الكنيسة المسيحيَّة، والألوان المُرافقة الغالبة.

تكريم الأزمنة، ناجم عن نثر الأحداث الكتابية المرتبطة بالمسيح على العام، وهو ما يعرف لدى غالب الجماعات المسيحية باسم "السنة الطقسية"، والتي تستخدم في تحديد مواعيدها قواعد شمسية وقمرية متنوعة تطورت عبر التاريخ؛ المناسبات ذات الأهمية الكبيرة تؤدي إلى الأعياد وبشكل خاص عيد الميلاد وعيد الفصح؛ أيضًا فإن الكنائس المحلية قد تشتهر بعيد خاص بها غالبًا ما يرتبط بتذكار قديس اشتهر في المنطقة. وغالبًا ما تكون الأعياد المسيحية مترافقة مع مهرجات واحتفالات اجتماعية. إلى جانب المناسبات السنوية، هناك المناسبات المتكررة عبر قرن أو نصف قرن، والتي تعرف باسم اليوبيل، والتي تجد تشريعها في سفر اللاويين.
يقسم المسيحيون العام إلى سبعة أزمنة تدعى بمجموعها السنة الطقسية، يرتبط كل زمن منها بقسم من حياة يسوع الأرضية؛ وتختلف الأزمنة في مدتها، مواعيد بدايتها، أو طرق الاحتفال بها، بين مختلف الطوائف استنادًا إلى الليتورجيا السائدة والطقس المعتمد، إضافة إلى عادات البلدان المختلفة؛ بيد أنه عمومًا ومع استثناء الطوائف البروتستانتية حيث لا وجود لسنة طقسية، فإن السبعة أزمنة هي، الميلاد ذكرى ميلاد يسوع؛ الغطاس ذكرى عماده، الصوم لمدة خمسين يومًا تستذكر فيها أعاجيب المسيح وأمثاله، أسبوع الآلام تستذكر محاكمة المسيح وآلامه وصلبه ومن ثم موته، الفصح أو القيامة حيث تستذكر قيامة المسيح وما لحقها من ظهورات وتعاليم، العنصرة أي ذكرى حلول الروح القدس ويستذكر فيه أيضًا مواعظ المسيح وتعاليمه، وأخيرًا زمن الصليب حيث تستذكر تعاليم المسيح عن يوم القيامة. ويحوي كل زمن أعياده الخاصة، وقد يحوي أعياد قديسين أو أعيادًا أخرى من خارج الزمن، وعلى العموم فإن عيد الميلاد وعيد الفصح يعتبران من أهم الأعياد المسيحية ويسبقهما صيام، ولا يوجد قواعد محددة للصوم المسيحي، فمن المعروف أنه محبذ لأن المسيح قد فعل ذلك، لكنه يختلف حسب الطوائف ومن منطقة إلى أخرى، ويتنوع بين الامتناع عن الطعام ساعات محددة أو الامتناع عن ألوان محددة من الطعام؛ وإلى جانب الأعياد الشهيرة هناك العديد من الأعياد والتذكارات المسيحية التي تكتسب طابعًا محليًا مميزًا مرتبطًا ببلد معين أو طائفة محددة كعيد القديسة جان دارك في فرنسا، فرنسيس الأسيزي في إيطاليا، القديس باتريك في ايرلندا أو القديس مرقس لدى الأقباط الأرثوذكس ومار مارون لدى الموارنة؛ ولا تقتصر الأعياد المسيحية على الاحتفالات الدينية إذ ترافق عادة بممارسات ومهرجانات اجتماعية مميزة.

## عيد الميلاد

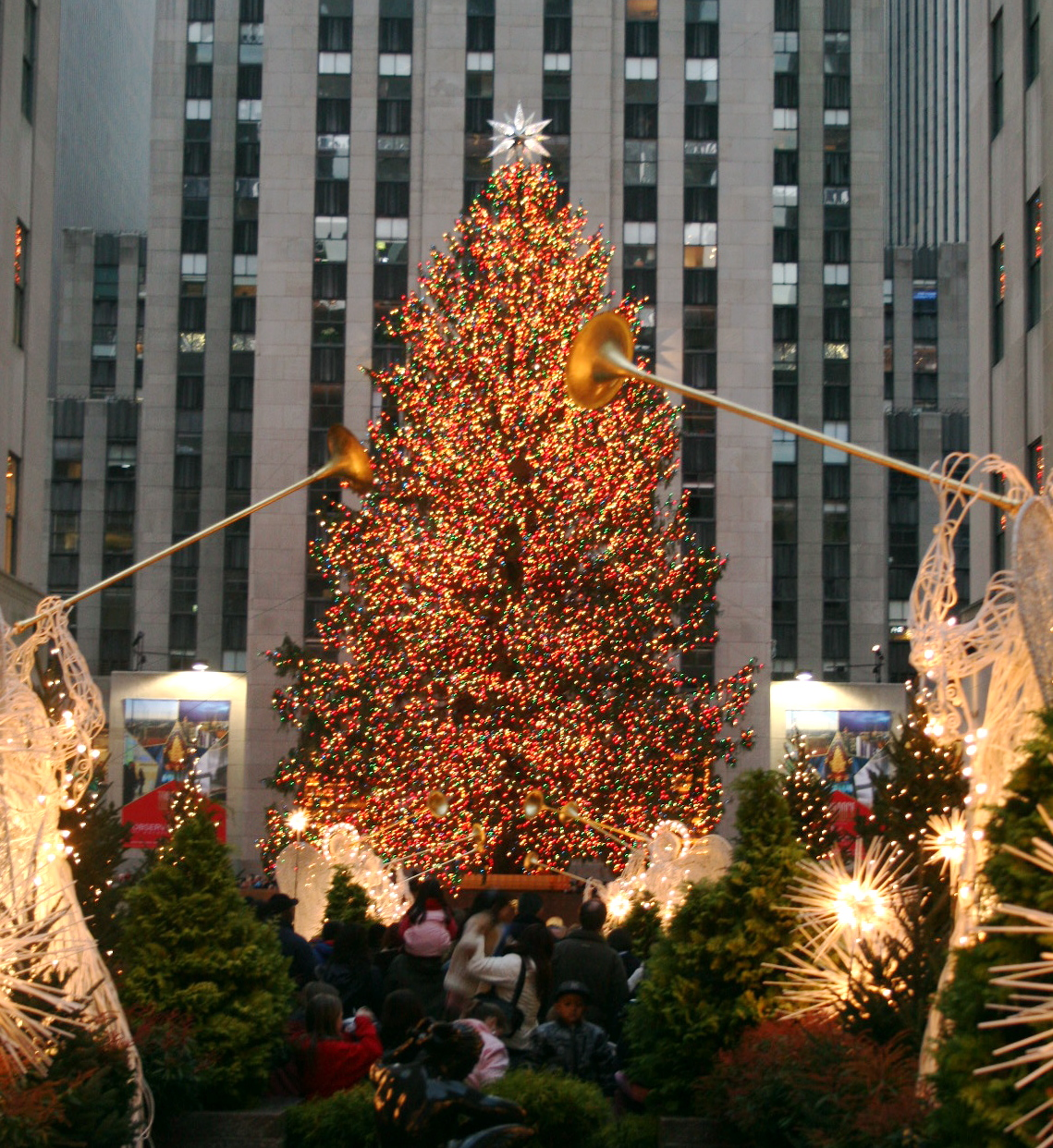
شجرة الميلاد مزينة قبالة مركز روكفلر التجاري في نيويورك، الولايات المتحدة.

- عيد الميلاد: أو يوم الميلاد أو الكريسماس هو يوم عطلة للاحتفال بميلاد المسيح، الذي هو محور الديانة المسيحية. بعض مظاهر الاحتفال تكون على شكل إعطاء الهدايا ووضع شجرة الميلاد ووجود شخصية بابا نويل الأسطورية وعشاء الميلاد والاجتماعات العائلية.[8][9]

كما يحتفل المسيحيين بعيد رأس السنة وهي تصادف ليلة ال 31 ديسمبر من كل عام احتفالًا بانتهاء عام وبدء عام جديد، وعندما أضحت الديانة المسيحية ديانة عالمية، وأكبر دين من ناحية الأتباع، وبسبب تأثير الثقافة الغربية، أصبح أغلب العالم يحتفل برأس السنة الميلادية.
ويحتفل المسيحيون في السادس من كانون الثاني يناير من كل عام لذكرى معمودية يسوع في نهر الأردن على يد يوحنا المعمدان، فحسب المعتقدات المسيحية انفتحت السموات في هذا اليوم وانطلق صوت يقول هذا هو ابني الحبيب فله اسمعوا. ومن أبرز مظاهر العيد في المجتمعات الدول ذات الطابع الأرثوذكسي مثل روسيا وبلغاريا واليونان وإسطنبول أن يُلقى صليب في البحر ويقوم شاب بالغوص لاسترجاعه والغطس في بِرك المياه المتجمدة. ومن مظاهر الاحتفالات في إسبانيا وأمريكا اللاتينية خاصًة في كل من المكسيك والأرجنتين تقديم الهدايا من قبل المجوس الثلاثة ويرافق تقديم المجوس الثلاثة الهدايا مواكب واحتفالات ضحمة ترافقه موسيقى عيد الميلاد والزينة والأضواء والمفرقعات. وتقوم لا بيفانا وهي مماثلة لأسطورة سانتا كلوز أو بابا نويل في الثقافة الإيطالية بتقديم الهدايا للأطفال في ليلة 6 يناير من كل عام.

## الصيام

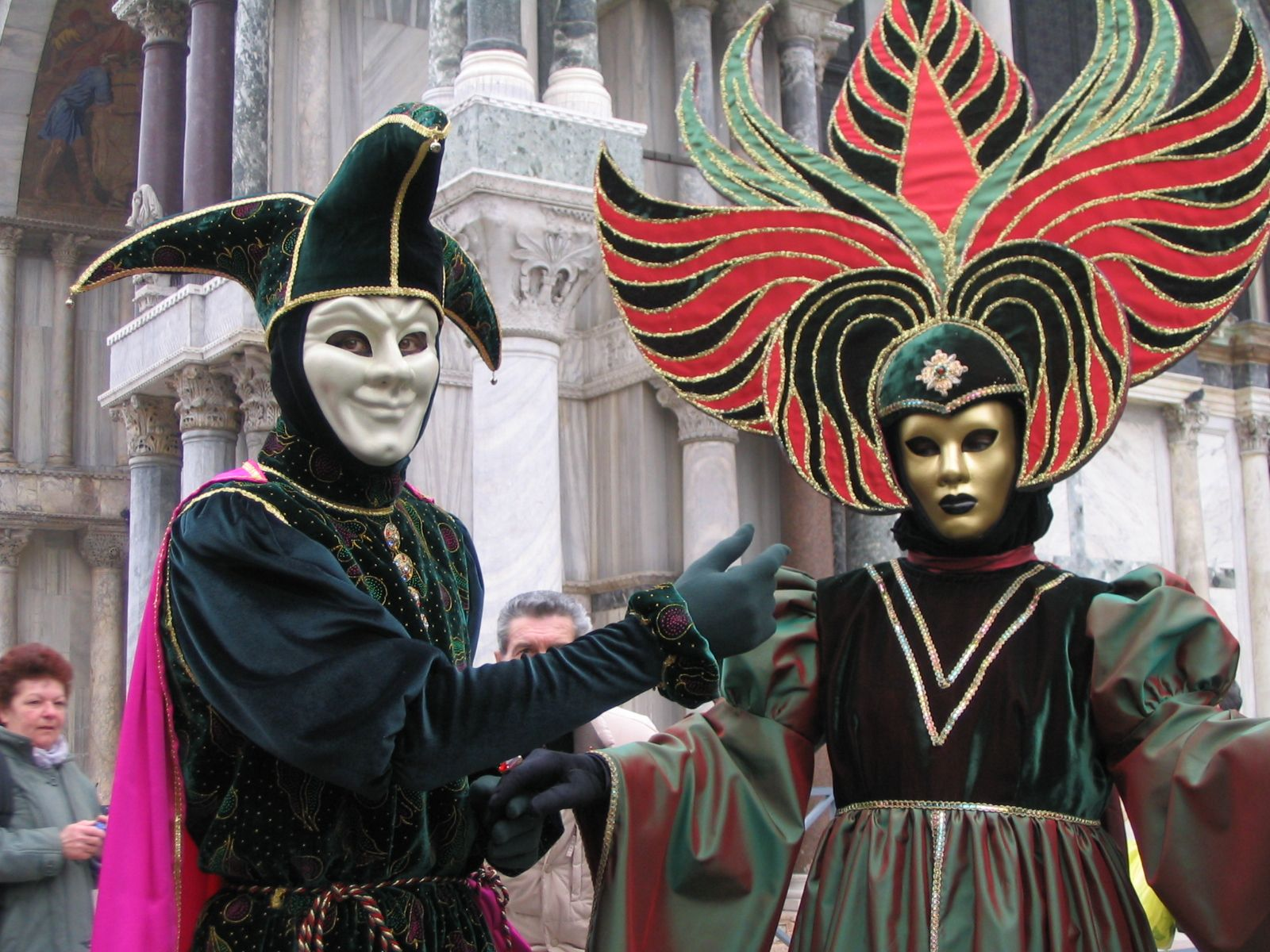
كرنفالات ماردي جراس في البندقية، إيطاليا.

كجميع الأديان تمارس المسيحية عادة الصيام وذلك لان يسوع صام، والصيام في المسيحية هي فترة انقطاع عن الشهوات الجسدية (الطعام) والشهوات الروحية (الأعمال السيئة)، وينقسم الصيام إلى عدة أقسام:
- الصوم الكبير : ويتم صيامه قبل عيد القيامة.
- الصوم الصغير : ويتم صيامه قبل عيد الميلاد.
- أقسام صيام أخرى حسب الطقوس والطوائف.

أما أشهر وأهم صوم فهو الصوم الكبير وهو أحد فترات الصيام حسب الديانة المسيحية في الطقوس الشرقية والغربية وتبلغ مدته 40 يومًا، ويختلف موعد هذا الصوم من عام إلى آخر بحسب تاريخ يوم عيد القيامة المجيد الذي يحدد في أي سنة من السنين بحسب قاعدة حسابية مضبوطة. ولا بد في الصوم من الانقطاع عن الطعام لفترة من الوقت، وفترة الانقطاع هذه تختلف من شخص إلى آخر بحسب درجته الروحية.
موسم الكرنفالات، يبدأ عادة مع العطلة التي تسبق الصيام الكبير، في المسيحية، وتبدأ الاحتفالات في الثالث من سيبتواغيسيما، وهو الأحد الأخير الذي يسبق أربعاء الرماد، لكنه في بعض الأماكن يبدأ قبل ذلك التاريخ بإثنى عشر ليلة، ويستمر حتى الليلة التي تسبق الصوم الكبير، وتعتبر الكرنفالات تقليد كاثوليكي، ثم دخلت على الاحتفالات الأرثوذكسية، لكن الكنائس البروتستانتية، وخصوصًا المتشددة منها، كانت ترفض القيام بهذه الاستعراضات. فقدت بعد فترة الكرنفلات هذا المعنى الديني، واتخذت شكلا علمانيًا لتنتشر في أرجاء العالم الغربي.

## أسبوع الآلام

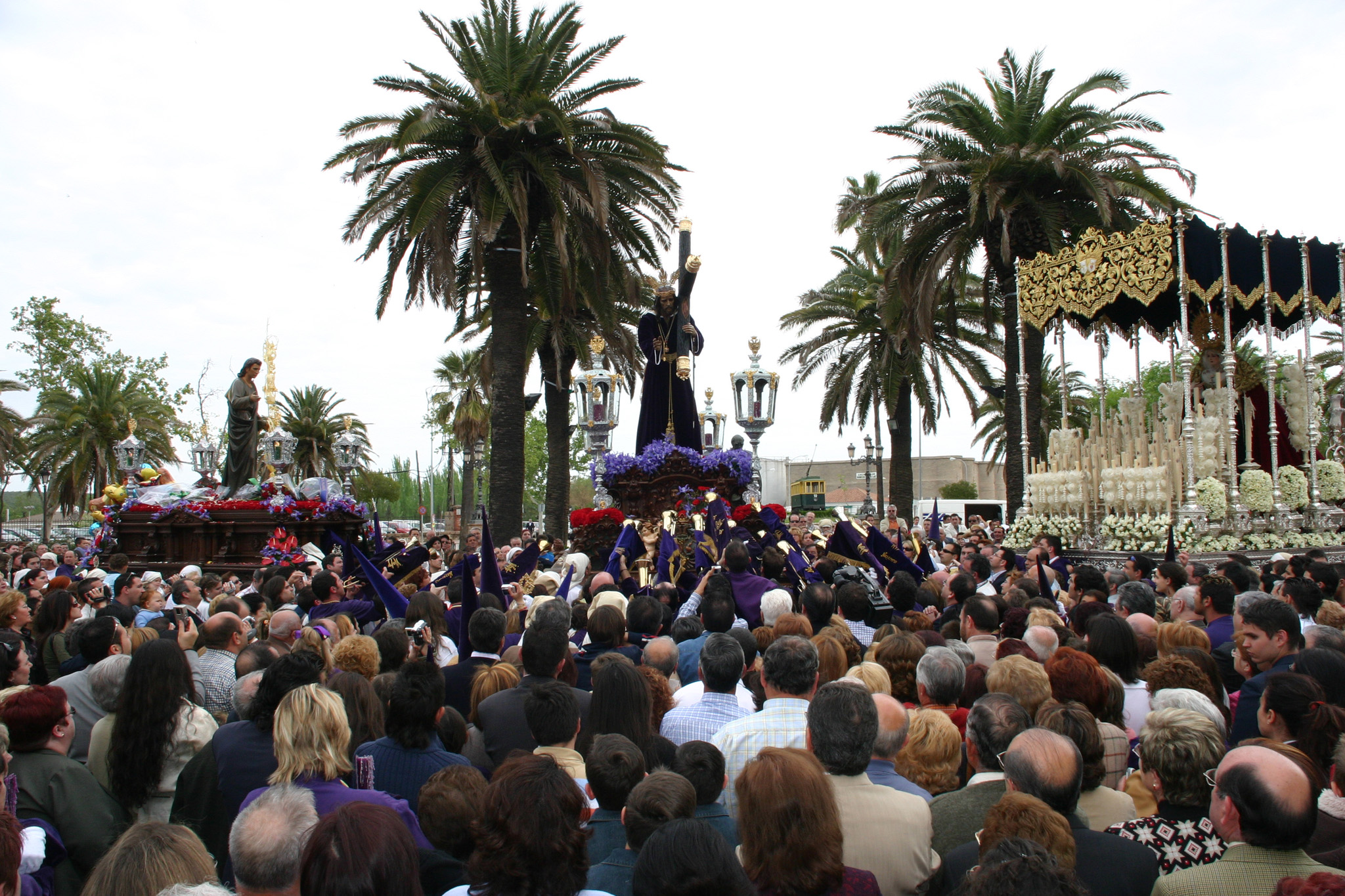
مسيرة الجمعة العظيمة في مدينة إشبيلية، إسبانيا.

يسبق عيد الفصح أسبوع الآلام، وهو يقع في آخر أسبوع للصيام الأربعيني، ويبدأ هذا الأسبوع بيوم الأحد، أحد الشعانين وينتهي بيوم السبت في ليلة سبت النور، وأهم يوم في أيام الأسبوع المقدس هو يوم جمعة الآلام أو الجمعة العظيمة وهو يوم الجمعة التي تسبق عيد القيامة. وهي ذكرى صلب يسوع المسيح. تقام صلوات خاصة في هذا اليوم وقراءات من الإنجيل للأحداث التي تسبق الصلب وهو يوم مقدس للمسيحيين. غالبية الكنائس المسيحية ترى أن صلب المسيح وموته وثم قيامة المسيح في اليوم الثالث هي تحدي للموت وانتصار روحي عليه.

### عيد القيامة
- عيد الفصح: وكذلك يٌعرف بِـباسكا "Pascha" (باليونانية: Πάσχα؛ عيد الفصح)، عيد القيامة أو أحد القيامة أو يوم القيامة. يعتبر أهم الأعياد الدينية في الليتورجيا (الطقس الديني) المسيحية، ويكون بين أواخر مارس وأواخر أبريل (أوائل أبريل إلى أوائل مايو عند المسيحيين الشرقيين). ويتم الاحتفال بقيامة المسيح من بين الأموات وهذا ما يؤمن به أتباعه بعدما مات المسيح على الصليب في سنة 27-33 بعد الميلاد. في الكنيسة الكاثوليكية يكون الاحتفال بعيد القيامة لمدة ثمانية أيام ويسمى باليوم الثامن بعد احتفال الكنيسة "Octave of Easter". يشير عيد القيامة إلى فصل في التقويم الكنسي ويدوم لمدة خمسين يومًا حيث يبدأ من أحد القيامة إلى عيد حلول الروح القدس.

## أعياد أخرى
إلا أنه هناك أعياد أخرى شهيرة تنتشر في الشرق والغرب مثل عيد العنصرة، التجلي وميلاد مريم العذراء وعيد ارتفاع الصليب. كما يحتفل المسيحيين خاصة الكاثوليك، الذين يؤمنون بشفاعة القديسين، بأعياد القديسين، وأحيانا تكون هذه الأعياد يوم بطالة في العديد من الدول مثل عيد القديسة جان دارك في فرنسا، سان فرنسيس في إيطاليا، وسان باتريك في أيرلندا، وعيد البربارة المنتشر بين المسيحيون العرب في سوريا وبلاد الشام.
هنالك أعياد أيضًا ذات صبغة مسيحية أو أصلها مسيحي مثل عيد جميع القديسين (الهالويين)، والفالنتاين دي.

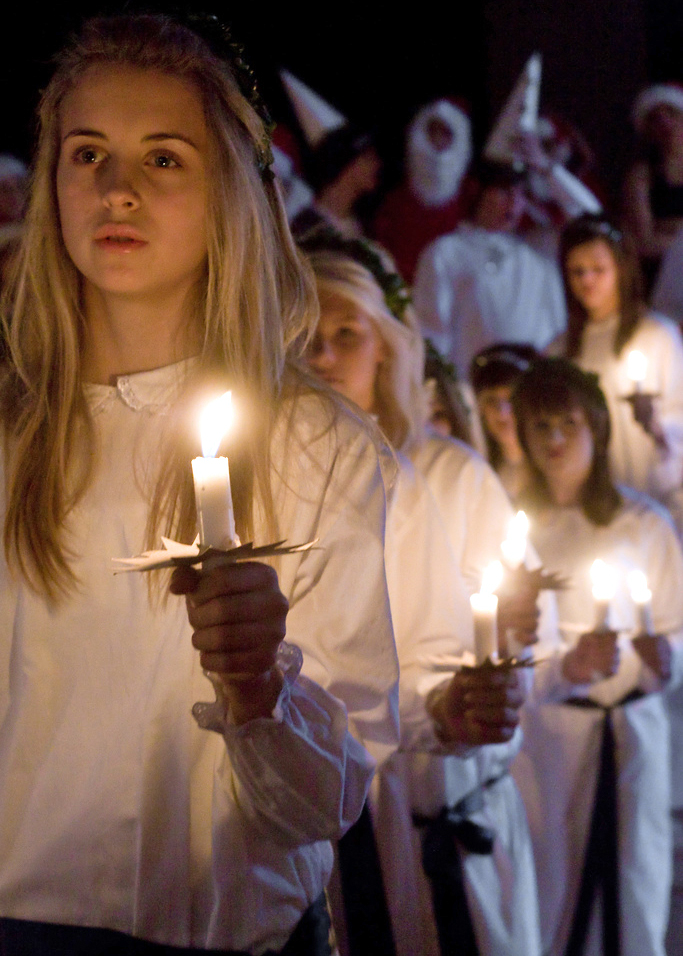
جانب من احتفالات يوم القديسة لوسي،  السويد
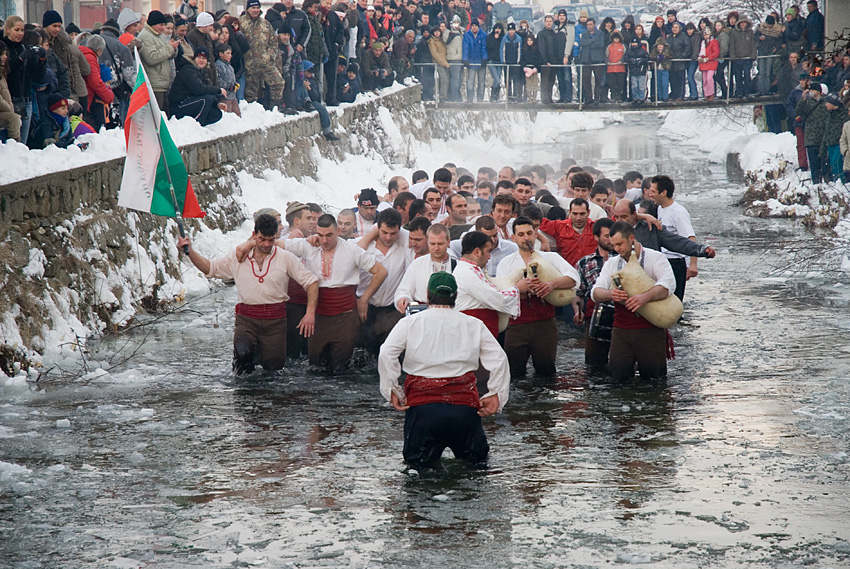
احتفالات عيد الغطاس في بورغاس،  بلغاريا.
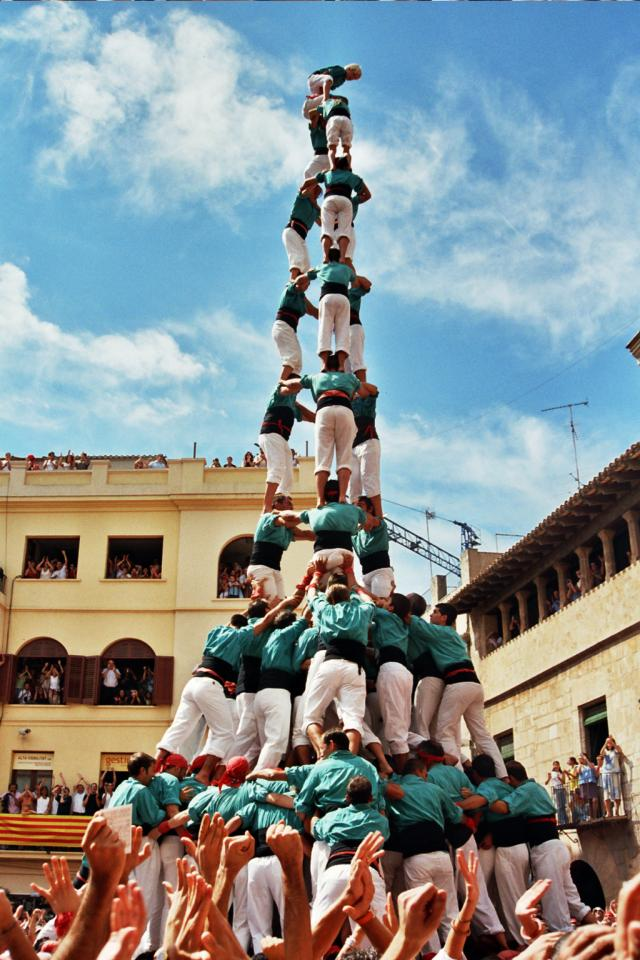
تقليد الكاستيل، الذي يقام في عيد القديس جرجس، في  كتالونيا، وهو يعتبر من التراث الثقافي اللامادي للإنسانية